# هودیس
هوگیس (به مجاری:  Hőgyész) یک شهرداری در مجارستان است که در ناحیه تاماشی واقع شده‌است. هودیس ۳۷٫۱ کیلومتر مربع مساحت و ۲٬۸۹۵ نفر جمعیت دارد.